# Мартон Естергазі
Мартон Естергазі (угор. Márton Esterházy, нар. 9 квітня 1956, Будапешт) — угорський футболіст, що грав на позиції нападника.
Виступав, зокрема, за клуби «Ференцварош» та «Гонвед» та АЕК, а також національну збірну Угорщини, у складі якої був учасником чемпіонату світу 1986 року.

## Клубна кар'єра
Народився 9 квітня 1956 року в місті Будапешт у старовинному аристократичному роді Естергазі. Його дід, граф Моріц Естергазі, був прем'єр-міністром Угорщини, батько — граф Матяш Естергазі (1919—1998), юрист, а брат, Петер Естергазі (1950—2016), письменник.
Вихованець футбольної школи КШІ, після якої виступав за нижчолігові команди «Чіллагедь», «Керюлеті» та «Будафок МТЕ». Своєю грою за останню команду привернув увагу представників тренерського штабу клубу «Ференцварош», до складу якого приєднався 1977 року. Відіграв за клуб з Будапешта наступні два сезони своєї ігрової кар'єри, але основним гравцем не був, зігравши лише у двадцяти одному матчі чемпіонату і забивши два голи. 1978 року виграв Кубок Угорщини.
Влітку 1979 року Ештерхазі перейшов у «Вашаш Іззо» з другого дивізіону, але вже у січні 1980 року відправився проходити військову службу у столичний «Гонвед», у складі якого провів наступні чотири роки своєї кар'єри гравця. Більшість часу, проведеного у складі «Гонведа», був основним гравцем атакувальної ланки команди. У складі «Гонведа» був одним з головних бомбардирів команди, маючи середню результативність на рівні 0,39 гола за гру першості і став дворазовим чемпіоном Угорщини, а також один раз виграв кубок країни. Крім того за підсумками сезону 1983/84 Ештерхазі забив 20 голів і став найкращим бомбардиром чемпіонату, але після закінчення турніру був позбавлений трьох голів, забитих в останньому турі в грі проти «Волана» (6:6), яка була визнана договірною, тому Мартон посів лише друге місце у списку бомбардирів чемпіонату.
З початку 1985 року два роки захищав кольори грецького клубу АЕК, після чого недовго грав за іншу місцеву команду «Панатінаїкос», яку покинув у грудні 1987 року.
У сезоні 1988/89 угорець виступав за «Аустрію» (Зальцбург), після чого грав за друголігові швейцарські команди «Шенуа» та «Бюль».
Сезон 1992/93 Ештерхазі провів у клубі другого угорського дивізіону «Багі», а завершив ігрову кар'єру у австрійській аматорській команді «Вайсенбах», за яку виступав протягом 1993 року.

## Виступи за збірну
31 травня 1980 року дебютував в офіційних матчах у складі національної збірної Угорщини в товариській грі проти Шотландії (3:1)
У складі збірної був учасником чемпіонату світу 1986 року у Мексиці. На цьому турнірі зіграв у всіх трьох іграх і у матчі з Канадою (2:0) забив гол, втім його команда не вийшла з групи.
Загалом протягом кар'єри у національній команді, яка тривала 9 років, провів у її формі 29 матчів, забивши 11 голів.

## Подальше життя
Після завершення ігрової кар'єри, як і його відомий брат-письменник Петер Естергазі, теж став публіцистом. Мартон також став головою Угорського комітету з футзалу, а в лютому 2007 року став інспектором УЄФА.

## Титули і досягнення
- Чемпіон Угорщини (2):

«Гонвед»: 1979/80, 1983/84
- Володар Кубка Угорщини (2):

«Ференцварош»: 1977/78
«Гонвед»: 1984/85